# James H. Cone
James Hal Cone (5 août 1938 – 28 avril 2018) est un théologien afro-américain qui s'est fait connaître pour son plaidoyer en faveur de la théologie de la libération noire et de la théologie de la libération en général. Son livre "Théologie noire et pouvoir noir" (Black Theology and Black Power) paru en 1969 propose une nouvelle façon globale pour définir le caractère distinctif de la théologie dans les églises noires. La pensée de James H. Cone a été influente dès l'époque de la parution du livre, et le reste aujourd'hui. Son travail a été utilisé et critiqué tant à l'intérieur qu'à l'extérieur de la communauté théologique afro-américaine. Il a été jusqu'à son décès titulaire de la chaire Charles Auguste Briggs de théologie systématique à l'Union Theological Seminary de New York.

## Biographie
James Hal Cone est né le 5 août 1938 à Fordyce, dans l'Arkansas, et a grandi à Bearden, en Arkansas également. Sa famille était membre de l'Église Épiscopale Méthodiste Africaine. Il a étudié à Shorter Collège (1954-56) avant de recevoir un B.A. (équivalent d'une licence ès-lettres) de Philander Smith College en 1958, une B.D. (équivalent d'une maîtrise de théologie) du Séminaire de Théologie Évangélique de Garrett en 1961, et un M.A. puis un doctorat de l'Université Northwestern respectivement en 1963 et en 1965.
Il a ensuite enseigné la théologie et la religion à Philander Smith College, Adrian Collège, et, à partir de 1970, à l'Union Theological Seminary de New York, où il a été nommé à la prestigieuse chaire de théologie systématique Charles A. Briggs en 1977. En 2018, il a été élu membre de l'Académie Américaine des Arts et des Sciences.
James H. Cone et sa femme ont eu deux fils et deux filles. Il est décédé le 28 avril 2018,,.

## Théologie

### Herméneutique
L'herméneutique, ou de la grille de lecture théologique, de James Cone, a comme point de départ l'expérience des Afro-Américains, et des questions théologiques tirées de son expérience personnelle.Elle incorpore le rôle puissant de l'église noire dans sa vie, ainsi que le racisme vécu par les Afro-Américains. Pour lui, les théologiens qu'il avait lu au cours de ses études n'apportaient pas de réponses à ses questions. Cette disparité est devenue de plus en plus apparente pendant son enseignement théologique au Philander Smith College à Little Rock, Arkansas. Il écrivait :“Que pouvait signifier Karl Barth pour des étudiants noirs venus des champs de coton de l'Arkansas, de Louisiane et du Mississippi, qui voulaient changer la structure de leur vie dans une société qui avait défini le noir comme un non-être?”
Sa théologie aussi reçu une importante source d'inspiration à partir d'une frustration quant à la lutte pour les droits civiques; il a senti que les chrétiens noirs en Amérique du Nord ne devraient pas suivre "l'Église blanche", au motif qu'elle avait participé au système d'oppression du peuple noir. En conséquence, sa théologie a été fortement influencée par Malcolm X et le mouvement du Black Power. Martin Luther King a également exercé une influence importante ; Cone le décrit comme un théologien de la libération, avant la lettre.

### Méthodologie
Sa méthodologie pour répondre aux questions soulevées par l'expérience afro-américaine est un retour à l'Écriture, et en particulier à ses éléments libérateurs tels que l'épisode de la sortie d’Égypte du peuple juif et la vie de Jésus. Cependant, l'Écriture n'est pas la seule source qui façonne sa théologie. En réponse à la critique des autres théologiens noirs (y compris son frère, Cecil), James Cone a commencé à faire une plus grande utilisation de ressources propres à la communauté afro-américaine chrétienne pour ses travaux théologiques, y compris les textes des negro spirituals, du blues et les écrits de penseurs afro-américains tels que David Walker, Henry McNeal Turner, et W. E. B. Du Bois. Sa théologie s'est encore développée pour répondre aux critiques, d'une part celles des femmes noires, qui l'ont conduit à examiner davantage les questions de genre et à soutenir le développement de  la théologie féministe, et d'autre part aussi à dialoguer avec les marxistes de l'analyse et de la sociologie de la connaissance.

### Théologie contextuelle
Cone souligne, comme Paul Tillich, que la théologie n'est pas universelle, mais liée à des contextes historiques précis; ainsi, il critique la tradition occidentale d'abstraction théologique en examinant son contexte social. Cone formule une théologie de la libération dans le contexte de l'expérience de l'oppression des noirs, interprétant le cœur de l’Évangile comme l'identification de Jésus avec les pauvres et les opprimés, et la résurrection comme l'ultime acte de libération.

Dans le cadre de son analyse théologique, Cone plaide pour l'identification avec la "négritude" :
Le théologien noir doit rejeter toute conception de Dieu qui étouffe l'auto-détermination des noirs en présentant une image de Dieu en tant que Dieu de tous les peuples. Soit Dieu est identifié avec les opprimés au point que leur expérience est l'expérience de Dieu, soit Dieu est un Dieu de racisme.... La négritude de Dieu signifie que Dieu a fait de la condition les opprimés sa propre condition. C'est l'essence même de la révélation biblique. Par l'élection d'esclaves israélites en tant que peuple de Dieu, et en devenant l'Opprimé en Jésus-Christ, la race humaine est conduite à comprendre que Dieu se trouve là où les êtres humains font l'expérience de l'humiliation et de la souffrance....La libération n'est pas une réflexion après coup, mais l'essence même de l'activité divine. (A Black Theology of Liberation, pp. 63-64)
En dépit de sa proximité avec le mouvement Black Power, Cone n'a pas été entièrement axé sur l'ethnicité: "Être noir en Amérique a peu à voir avec la couleur de la peau. Être noir signifie que votre cœur, votre âme, votre esprit et votre corps sont là où sont les dépossédés." (Noir de la Théologie et du Black Power, p. 151)

En 1977, Cone propose une vision encore plus universelle :
Je pense que le moment est venu, pour les théologiens noirs et pour les gens de l'église noire, d'aller au-delà d'une simple réaction au racisme des blancs en Amérique, et de commencer à développer notre vision d'une humanité nouvelle socialement construite dans l'ensemble du monde habité...Car l'humanité est un tout, et ne peut pas être isolée en groupes raciaux ou nationaux.
En 1998 dans son essai "White Theology Revisited", il renouvelle cependant ses vigoureuses critiques antérieures de l'église blanche et de l'homme blanc qui ont ignoré ou n'ont pas traité le problème de la discrimination raciale.

### Premières influences
Cone a écrit sa thèse de doctorat sur Karl Barth. Ses premiers livres doivent beaucoup aux théologiens protestants tels que Barth et Paul Tillich ainsi qu'aux arts et ressources des afro-américains. [réf. nécessaire]

### Critique féministe
Des théologiennes du féminisme noir (womanist theology), tels que Delores Williams, ont critiqué James Cone en raison de son langage qui reflète la domination masculine et pour n'avoir pas intégré l'expérience des femmes noires dans ses sources. En 1993, dans son livre Sisters in the Wilderness, Delores Williams a admis dans une note en bas de page que James Cone avait revu son langage dans le sens de l'inclusivité lors des nouvelles éditions de ses premiers livres et dans ses nouveaux travaux. Elle maintient toutefois qu'il ne s'appuie toujours pas sur l’expérience des femmes afro-américaines dans sa méthode, et qu'il subsiste donc un problème de sexisme dans son travail.

## Controverses politiques
Certains aspects de la théologie de James Cone ont fait l'objet d'une polémique pendant la campagne présidentielle américaine de 2008 lorsque le pasteur Jeremiah Wright, actif dans la paroisse de Barack Obama dont il était très proche, fit d'une part des remarques très extrêmes sur les blancs, les juifs et l'oppression des noirs au cours de l’histoire des États-Unis et d'autre part référence aux idées de James Cone.
Certains universitaires représentant la théologie de la libération noire ont fait remarquer que les déclarations du pasteur Wright ne représentaient pas forcément les idées de leur école théologique. James Cone répondit en précisant qu'il écrivait en général sur les églises blanches historiques qui n'avaient rien fait pour s'opposer à l'esclavage ou à la ségragation, et non sur telle ou telle personne[réf. nécessaire].
Stanley Kurtz, de la Hoover Institution, écrivit dans un commenaire politique publié dans la National Review, que, pour Cone, la structure profondément raciste de la société américaine ne laisse aux noirs aucune alternative autre que de s'engager pour une transformation radicale ou de se mettre en retrait de la société. Le christianisme tel qu'il est pratiqué communément aux États-Unis est alors l'Antéchrist raciste. Selon lui, "théologiquement, Malcolm X n'était pas très loin de la vérité lorsqu’il appelait l'homme blanc "le diable". Le faux christianisme du diabolique oppresseur blanc doit être remplacé par le vrai christianisme qui s'identifie profondément avec les pauvres et les opprimés."

## Œuvres
- Black Theology and Black Power (1969,  (ISBN 1-57075-157-9)) | Find at Orbis Books
- A Black Theology of Liberation (1970,  (ISBN 0-88344-685-5)) | Find at Orbis Books
- The Spirituals and the Blues: An Interpretation (1972  (ISBN 0-8164-2073-4)) | Find at Orbis Books
- God of the Oppressed (1975,  (ISBN 1-57075-158-7)) | Find at Orbis Books
- The Black Church and Marxism: what do they have to say to each other, with Michael Harrington, New York: Institute for Democratic Socialism (1980)
- For My People: Black Theology and the Black Church (Where Have We Been and Where Are We Going?) (1984,  (ISBN 0-88344-106-3)) | Find at Orbis Books
- Speaking the Truth: Ecumenism, Liberation, and Black Theology (1986,  (ISBN 1-57075-241-9))
- Martin & Malcolm & America: A Dream or a Nightmare? (1992,  (ISBN 0-88344-824-6)) | Find at Orbis Books
- Risks of Faith: The Emergence of a Black Theology of Liberation, 1968-1998 (1999,  (ISBN 0-8070-0950-4))
- The Cross and the Lynching Tree (2011,  (ISBN 978-1-57075-937-6)) | Find at Orbis Books
- My Soul Looks Back  (ISBN 978-0-88344-355-2) | Find at Orbis Books